# 亚历山大·艾
亚历山大·艾（德語：Alexandre Hay；1919年10月29日—1991年8月23日）是一名瑞士律师。1966至1976年间担任瑞士国家银行董事会副主席，1976至1987年担任红十字国际委员会主席。

## 个人简介
亚历山大·艾于1919年10月29日生于伯尔尼，父母是弗雷德里克和莉迪娅·艾·特拉赫斯莱尔。他青年时代大部分时光都笼罩在日内瓦紧张的战前政治气氛中。他在日内瓦大学学习法律，并于1944年通过律师资格考试，1942至1945年间在日内瓦做律师。
1945年他在瑞士联邦驻巴黎外交事务部领事馆工作。一年后他被任命为公使馆专员。随后于1948年提升为公使馆二级秘书，对法国境内瑞士的经济与金融利益负责。
1952年他成为欧洲支付同盟执行委员，一年后成为瑞士国家银行苏黎世支行部门主管。1955至1966年是伯尔尼第二银行部门主管与助理主管，1966至1976年任银行执行委员会副主席和总经理。
1945年他与法国人埃莱娜·莫兰结婚，育有两儿两女。1973年妻子去世后，他在1980年又与韦雷娜·福格勒结合。

## 红十字国际委员会主席生涯
1975年他成为红十字国际委员会委员。一年后的1976年7月1日，他接替埃里克·马丁担任委员会主席。年末，他与罗格·加洛潘共享主席职位，后者此前为大会理事会主席。
在他11年的主席生涯中，预算从5千万瑞士法郎增加到2亿5千万，职员和代表人数增至三倍。这部分缘自于武装冲突数量与持续时间的不断增长。
在其任期内，泰国政府从柬埔寨驱逐了25万名难民。渐渐地，各国政府开始无视他们在《日内瓦公约》及其他条约中做出的承诺。1980至1988年间，化学武器被应用到两伊战争中，违反了两国在《日内瓦公约》下所做的承诺。他屡次对这些行为提出抗议，但是并没有显著成效。
他尤其重视在红十字国际委员会与世界不同红十字红新月团体间建立良好关系。
他的继任者是科内利奥·索马鲁加，于1987年接任主席一职。但是他一直担任红十字国际委员会委员至1989年。

## 所获奖项
- 圣加仑大学荣誉博士
- 日内瓦大学荣誉博士
- 1990年被授予澳大利亚荣誉同伴勋章，表彰其“对全人类的杰出服务”。

## 更多阅读材料

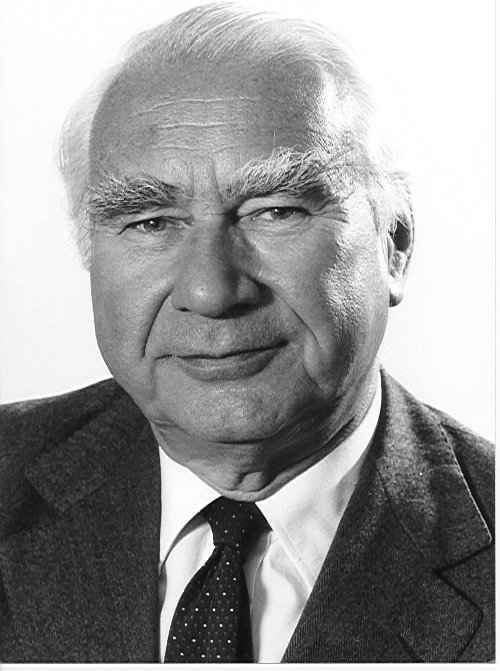
亚历山大·艾

- Georges-André Chevallaz, Alexandre Hay, Gaston Gaudard: Helvetische Perspektiven: 1291 - 1991. Ed. Libertas, Biel 1989
- Alexandre Hay: Die Tätigkeit der OCDE. Verband Schweizerischer Holding- und Finanzgesellschaften, Zürich 1962
- Caroline Moorehead: Dunant's dream: War, Switzerland and the history of the Red Cross. HarperCollins, London 1998, ISBN 0-00-255141-1 (Hardcover); HarperCollins, London 1999, ISBN 0-00-638883-3 (Paperback)